# Воррен-стріт (станція метро)
51°31′29″ пн. ш. 0°08′18″ зх. д. / 51.524722° пн. ш. 0.138333° зх. д.
Воррен-стріт (англ. Warren Street) — станція Лондонського метро, обслуговує лінії Вікторія та Північну. Розташована у 1-й тарифній зоні, під рогом Тоттенгем-корт-роуд та Юстонс-роуд, на лінії Вікторія між метростанціями Оксфорд-серкус та Юстон, на Північній — між Гудж-стріт та Юстон. Пасажирообіг на 2017 рік — 20.11 млн осіб

## Історія
- 22 червня 1907 — відкриття станції у складі Charing Cross, Euston & Hampstead Railway (CCE&HR, сьогоденна Північна лінія), як Юстон-роуд.[3][4]
- 7 червня 1908 — станцію перейменовано на Воррен-стріт[5]
- 1 грудня 1968 — відкриття платформ лінії Вікторія

## Пересадки
- На автобуси London Buses маршрутів 14, 18, 24, 27, 29, 30, 73, 88, 134, 205, 390 та нічних маршрутів N5, N20, N29, N73, N205, N253, N279
- У кроковій досяжності знаходиться метростанція Юстон-сквер

## Послуги
| Попередня станція | Лінія | Лінія                           | Лінія | Наступна станція |
| ----------------- | ----- | ------------------------------- | ----- | ---------------- |
| Гудж-стріт        |       | Лондонське метро Північна лінія |       | Юстон            |
| Оксфорд-серкус    |       | Лондонське метро Лінія Вікторія |       | Юстон            |